# Migjen Basha
Migjen Xhevat Basha (Lausanne, 5 de janeiro de 1987) é um ex-futebolista profissional albanês que atuava como meio-campista.

## Carreira
Migjen Basha fez parte do elenco da Seleção Albanesa de Futebol da Eurocopa de 2016.